# Walking on Water
Walking on Water ist ein australischer Film aus dem Jahr 2002. Das Spielfilmdebüt von Regisseur Tony Ayres feierte seine Uraufführung bei den 52. Internationalen Filmfestspielen Berlin 2002 in der Sektion Panorama. Der Film wurde dabei mit dem Teddy Award als Bester Spielfilm ausgezeichnet.

## Handlung
Der Australier Gavin ist schwer an AIDS erkrankt. Er lebt in einem verfallenen Haus, das ihm gehört, in einer WG mit seinen beiden Freunden Charlie (Vince Colosimo) und Anna (Maria Theodorakis), die ihn am Ende seines Lebens pflegen und durch alle Stadien der Krankheit begleiten. Sie schließen eine Vereinbarung mit ihm, Sterbehilfe zu leisten, um ihm ein selbstbestimmtes Sterben zu ermöglichen. Doch eine große Dosis Morphium verfehlt ihre unmittelbare Wirkung, und Charlie erstickt ihn schließlich in Anwesenheit seiner Mutter, seines jüngeren Bruders Simon (Nathaniel Dean) und seiner Schwägerin mit einer Plastiktüte.
Das gemeinsame traumatische Erlebnis stellt die Beziehung der Überlebenden vor eine hohe Belastungsprobe. Um sich von ihrer Trauer abzulenken, übernimmt Anna die Organisation der Beerdigung und lässt Gavins Mutter und Charlie außen vor. Anna beginnt eine Affäre mit Gavins Bruder Simon, dessen Ehe in die Brüche gegangen ist. Währenddessen bröckelt Charlies Beziehung sowohl zu Anna als auch zu seinem Liebhaber Frank, und er sucht Trost in Gavins Morphiumvorräten.

## Hintergrund
Der auf 35 mm gedrehte Film wurde mit einem Budget von nur 1,5 Millionen australischer Dollar produziert und zum Teil durch Vorführgarantien und Pre-Sales finanziert. Er wurde bei den 52. Internationalen Filmfestspielen Berlin 2002 in der Sektion Panorama uraufgeführt und hatte seine australische Premiere im März 2002 beim Adelaide Filmfestival. Der Film wurde bei den Australian Film Institute Awards mit fünf Preisen ausgezeichnet und in vier weiteren Kategorien nominiert und erhielt zahlreiche weitere Auszeichnungen.
Den Weltvertrieb übernahm Fortissimo Films aus den Niederlanden.

## Rezeption
Der Film berühre „ein komplexes Geflecht von Themen“, so Sheila Johnston im australischen Magazin screendaily.com, etwa die „Frage, wer das ‚größere Recht‘ habe zu trauern, enge Freunde oder Blutsverwandte.“ Vereinzelte Filmabschnitte im visuell sonst wenig interessanten Werk seien herausragend, wie zum Beispiel „die ausgedehnte, komisch-groteske Szene am Sterbebett“. Doch diese Momente seien rar, der Film die meiste Zeit „wenig überzeugend“, was mit daran läge, dass „ein Großteil der Dialoge platt“ sei. Unter den Darstellern beeindrucke jedoch „die Newcomerin Theodorakis am meisten durch ihre lebendige Darstellung einer potenziell unsympathischen Figur.“
Bill Chambers vom US-amerikanischen Blog Film Freak Central lobt den schwarzen Humor, den der Film aufweise: Ein nackter Mann, der eine miauende Katze benutze, um sein Gemächt zu verdecken, sei zunächst unerwartet, füge sich aber stimmig ein in ein „Karussell“ sehr menschlicher Verhaltensweisen.
Margaret Pomeranz findet in der Online-Besprechung des öffentlich-rechtlichen australischen Fernsehsenders SBS – Special Broadcasting Service – viel bewundernswertes an Walking on Water: Die Kameraarbeit von Robert Humphreys sei „hervorragend“ und „das Sounddesign von Liam Egan, das mit der Musik von Antony Partos“ zusammenarbeite, zeige „einmal mehr, wie gut australische Soundhandwerker“ seien. Regisseur Tony Ayres habe „sich gegen jede rührselige Sentimentalität im Film verwehrt und den Film emotional eher distanziert gestaltet.“ Die Leistungen des Ensembles variierten, aber Vince Colosimo stelle „einen soliden Mittelpunkt in diesem Ensemblestück dar, in dem einige der Schlüsselfiguren – zur Freude der Darstellenden – ausgesprochen unsympathisch“ daherkämen.

## Preise
52. Internationale Filmfestspiele Berlin 2002
- Preis der Siegessäule-LeserInnenjury im Rahmen der Berlinale[7]
- Teddy Award der Berlinale für den Besten Spielfilm[8]

AACTA Awards 2002
- Beste Hauptdarstellerin: Maria Theodorakis
- Bester Nebendarsteller: Nathaniel Dean
- Beste Nebendarstellerin: Judi Farr
- Bestes Originaldrehbuch: Roger Monk
- Bester Schnitt: Reva Childs

Film Critics Circle of Australia Awards 2002
- Beste Hauptdarstellerin: Maria Theodorakis
- Bestes Originaldrehbuch: Roger Monk

Inside Film Awards (IF Awards) 2002
- Bestes Drehbuch: Roger Monk